# Надпись Дуэноса

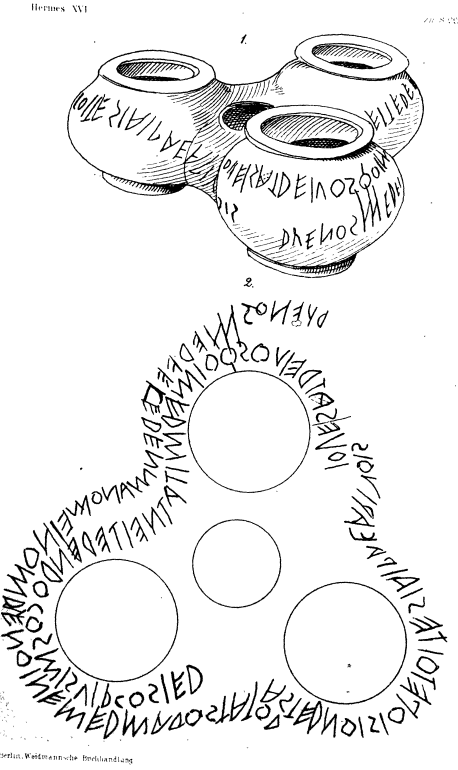
Надпись Дуэноса

Надпись Дуэноса — один из древнейших известных памятников латинской письменности. Датируется шестым столетием до нашей эры. Надпись нанесена в три строки на стенки керноса, выполненного в виде трёх шарообразных сосудов, соединённых перемычками. Кернос обнаружен в 1880 году Генрихом Дресселем на Квиринале в Риме, в настоящее время хранится в Государственных музеях Берлина под инвентарным номером 30894,3.

## Название
Надпись получила название по первому слову — DVENOS, которое является старой формой слова bonus — «хороший».

## Переводы
Было предложено несколько десятков вариантов интерпретации надписи Дуэноса, ни один из которых не претендует на полноту. Сложность расшифровки надписи объясняется малым количеством дошедших до нас памятников архаичной латыни, а также применявшимися римлянами сокращениями, которые не позволяют однозначно интерпретировать надписи. 
Ниже представлен один из вариантов возможной интерпретации надписи.
| Строка | Оригинальная надпись                               | Вариант адаптации надписи                                    | Гипотетический перевод на классическую латынь                      | Русский перевод                                                                  |
| ------ | -------------------------------------------------- | ------------------------------------------------------------ | ------------------------------------------------------------------ | -------------------------------------------------------------------------------- |
| 1      | IOVESATDEIVOSQOIMEDMITAT NEITEDENDOCOSMISVIRCOSIED | iouesāt deivos qoi mēd mitāt, nei tēd endō cosmis vircō siēd | Iurat deos qui me mittit, ni in te (= erga te) comis virgo sit     | Клянётся богами тот, кто меня изготовляет. Если дева тебе не улыбается,          |
| 2      | ASTEDNOISIOPETOITESIAIPA CARIVOIS                  | as(t) tēd noisi o(p)petoit esiāi pācā riuois                 | at te (…) paca rivis                                               | то пусть будет (станет) от нас теперь радость ей, согласие вам                   |
| 3      | DVENOSMEDFECEDENMANOMEIN OMDVENOINEMEDMALOSTATOD   | duenos mēd fēced en mānōm einom duenōi nē mēd malo(s) statōd | Bonus me fecit in manom einom bono, ne me malus (tollito, clepito) | Добрый человек сделал меня на благо, и доброму да не будет (станет) от меня зла. |